# 那加墨頭魚
那加墨頭魚（学名：Garra naganensis）为輻鰭魚綱鯉形目鲤科的其中一種，分布於亞洲印度拉格蘭邦與阿魯納恰爾邦，體長可達10.5公分，棲息在高山溪流。